# Josefine Lindgren Knutsson
Josefine Lindgren Knutsson (Estocolmo, 29 de abril de 1996) es una ex kickboxer y artista marcial mixta sueca.

## Carrera en kickboxing
Knutsson se enfrentó a la campeona del peso paja de la ISKA y futura campeona de la Enfusion, Amy Pirnie, durante el Yokkao 27&28. Pirnie ganó por decisión unánime.
En 2017, Knutsson participó en el Campeonato Mundial Juvenil de la IFMA y ganó una medalla de plata. En 2018, participó en los Campeonatos del Mundo de Muaythai IFMA 2018. Tras ganar los cuatro combates del torneo de peso mosca, sobre todo contra Janet Todd, Knutsson obtuvo una medalla de oro.
En K-1, Knutsson luchó contra la campeona del peso mosca de K-1 Krush, Kana Morimoto. Perdió por decisión unánime. En su siguiente combate, volvió a enfrentarse a Morimoto y ganó la revancha por decisión mayoritaria.
En Krush 104, Knutsson luchó contra Kotomi. Knutsson ganó la pelea por decisión unánime.
Knutsson participó en el Grand Prix de peso mosca de 2019. En las semifinales ganó una decisión unánime contra Mellony Geugjes, pero a su vez perdió una decisión unánime en una pelea de trilogía con Kana Morimoto.
Combat Press la clasificó como una de las diez mejores kickboxer femeninas libra por libra entre noviembre de 2020 y enero de 2022, alcanzando el puesto número 5.

## Carrera en artes marciales mixtas
Disputó un único combate amateur antes de debutar como profesional. Peleó contra Nina Back en Brave CF 37, ganando la pelea por decisión unánime. Tenía previsto debutar en MMA contra Fabiola Pidroni en Fight Club Rush 8 el 6 de marzo de 2021. El combate se canceló más tarde, ya que Pidroni fue detenida por cargos de drogas. Adriana Fusini se encargó de la pelea como sustituta con poca antelación. Knutsson acabó ganando su debut profesional en el peso paja por decisión unánime.
Más adelante, tuvo que enfrentarse a Elizabeth Rodrigues en Fight Club Rush 9 el 4 de septiembre de 2021. Ganó el combate por nocaut técnico en el segundo asalto. Con posterioridad combatió contra Lanchana Green en Fight Club Rush 10 el 20 de noviembre de 2021. Ganó la pelea por decisión unánime.
Se enfrentó a Ye Dam Seo en un Road to UFC: Singapur evento el 10 de junio de 2022 con un contrato de UFC ofreció a la ganadora. Ella ganó el combate por decisión unánime.
Completó otro registro positivo, con una quinta victoria consecutiva, tras vencer a Jacinta Austin el 25 de febrero de 2023 en el evento UAE Warriors 36 de UAE Warriors, ganando el reñido combate por decisión dividida.

### Ultimate Fighting Championship
Se esperaba que Knutsson debutara en UFC contra Iasmin Lucindo en UFC Fight Night: Grasso vs. Shevchenko 2 el 16 de septiembre de 2023. Sin embargo, Lucindo fue retirada de la pelea por razones desconocidas y reemplazada por la estadounidense Marnic Mann. Ella ganó la pelea por decisión unánime.
Knutsson tenía programado enfrentarse a la carioca Julia Polastri el 2 de marzo de 2024 en UFC Fight Night 238. Sin embargo, se retiró debido a una lesión. Posteriormente, se enfrentaron el 15 de junio de 2024, en UFC on ESPN 58, ganando Knutsson por decisión unánime.

## Campeonatos y logros

### Kickboxing
- Battle of Lund
  - Campeona de peso mosca BoL 2015 (una defensa del título)
- K-1
  - Subcampeona del Gran Premio Mundial de Peso Mosca K-1 2019

### Muay thai
- Svenska Muaythaiförbundet
  - Campeonato Nacional SM 2017 -51 kg [29]
- Federación Internacional de Asociaciones de Muay Thai
  - Campeonato del Mundo IFMA 2017 -54 kg [30]
  - Campeonato del Mundo IFMA 2018 -51 kg [31]

## Combates realizados

### Registro en artes marciales mixtas
| Resultado | Récord | Oponente                    | Método                           | Evento                                                        | Fecha                    | Ronda | Tiempo | Localización |
| --------- | ------ | --------------------------- | -------------------------------- | ------------------------------------------------------------- | ------------------------ | ----- | ------ | ------------ |
| Derrota   | 8–1    | Piera Rodríguez             | Decisión (unánime)               | UFC on ESPN: Covington vs. Buckley                            | 14 de diciembre de 2024  | 3     | 5:00   | Tampa        |
| Victoria  | 8–0    | Julia Polastri              | Decisión (unánime)               | UFC on ESPN: Perez vs. Taira                                  | 15 de junio de 2024      | 3     | 5:00   | Las Vegas    |
| Victoria  | 7–0    | Marnic Mann                 | Decisión (unánime)               | UFC Fight Night: Grasso vs. Shevchenko 2                      | 16 de septiembre de 2023 | 3     | 5:00   | Las Vegas    |
| Victoria  | 6–0    | Isis Verbeek                | Decisión (unánime)               | Dana White's Contender Series - Contender Series 2023: Week 3 | 22 de agosto de 2023     | 3     | 5:00   | Las Vegas    |
| Victoria  | 5–0    | Jacinta Austin              | Decisión (dividida)              | UAE Warriors 36                                               | 25 de febrero de 2023    | 3     | 5:00   | Abu Dabi     |
| Victoria  | 4–0    | Ye Dam Seo                  | Decisión (unánime)               | Road to UFC: Singapore Episode 3                              | 10 de junio de 2022      | 3     | 5:00   | Kallang      |
| Victoria  | 3–0    | Lanchana Green              | Decisión (unánime)               | Fight Club Rush 10                                            | 20 de noviembre de 2021  | 3     | 5:00   | Västerås     |
| Victoria  | 2–0    | Elizabeth Vanessa Rodrigues | TKO (rodilla al cuerpo y golpes) | Fight Club Rush 9                                             | 4 de septiembre de 2021  | 2     | 0:47   | Västerås     |
| Victoria  | 1–0    | Adriana Fusini              | Decisión (unánime)               | Fight Club Rush 8                                             | 6 de marzo de 2021       | 3     | 5:00   | Västerås     |